# Normenscreening
Der Begriff Normenscreening (E-Government) steht für die von der Bundesregierung durchzuführende Überprüfung sämtlicher verwaltungsrechtlicher Rechtsvorschriften des Bundes auf eine mögliche Verzichtbarkeit bestehender Schriftformerfordernisse. Darüber hinaus werden Regelungen zum persönlichen Erscheinen daraufhin überprüft, ob sie durch eine elektronische Identifizierung ersetzbar sind. Die Maßnahme beruht auf dem gesetzlichen Auftrag in Art. 30 Abs. 2 E-Government-Gesetz (EGovG). Sie wird sämtliche Bereiche des Verwaltungsrechts betreffen und bis zum 31. Juli 2016 abgeschlossen sein.

## Hintergrund
Die Schriftform ist nach wie vor eines der größten Hemmnisse für durchgehend elektronische Verwaltungsverfahren. Mit dem E-Government-Gesetz wurden zwar neue Möglichkeiten geschaffen, die persönliche Unterschrift durch weitere technische Verfahren (De-Mail oder Anwendungen des neuen Personalausweises) zu ersetzen, gleichwohl sind diese bei Bürgern und Wirtschaft (noch) nicht besonders verbreitet. Für die Förderung elektronischer Verwaltungsverfahren sind daher so viele Verfahren wie möglich zu schaffen, deren Abwicklung über "normale" E-Mails möglich sind. 

## Bedeutung für E-Government
Einfache elektronische Verwaltungsverfahren sind für Bürger und Unternehmen kostengünstiger und weniger zeitaufwendig, weil z. B. Kartenleser für den neuen Personalausweis oder die Einrichtung eines De-Mail-Kontos hierfür nicht erforderlich sind. Durch den Wegfall von Pflichten zum persönlichen Erscheinen entfallen Wege- und Wartezeiten. Die orts- und zeitunabhängige Erledigung von Verwaltungsangelegenheiten wird damit ermöglicht, da sie an weniger Anforderungen geknüpft ist. Die Maßnahme ist daher ein Beitrag zur Förderung flächendeckender elektronischer Verwaltung in Deutschland.

## Bedeutung für Bürokratieabbau
Die oben genannte Verringerung der Anforderungen bestimmte Verwaltungsverfahren in Gang zu setzen, etwa durch den Verzicht der Forderung nach einem unterschriebenen Antrag,  verringert den Aufwand von Bürgern und Wirtschaft bei Befolgung rechtlicher Vorschriften (sog. Erfüllungsaufwand). Dieser Erfüllungsaufwand ist Ausdruck der Bürokratiebelastung, die durch neue oder geänderte rechtliche Vorschriften für die Betroffenen entsteht. Je einfacher der Zugang zu einer von der Verwaltung angebotenen Leistung ausgestaltet ist, desto geringer ist auch die dadurch entstehende Bürokratiebelastung für Bürger und Wirtschaft.

## Nachweise
- Gesetzestext E-Government-Gesetz (Art. 30 Abs. 2)
- Übersicht über die Umsetzungsverpflichtungen aus dem E-Government-Gesetz (S. 13)